# Rondibilis cambodjensis
Rondibilis cambodjensis är en skalbaggsart som först beskrevs av Stefan von Breuning 1958.  Rondibilis cambodjensis ingår i släktet Rondibilis och familjen långhorningar. Inga underarter finns listade i Catalogue of Life.